# Jan Mans
Jan Mans (Heerlen, 9 de abril de 1940 - Meerssen, 18 de febrero de 2021) fue un político neerlandés del Partido Laborista (PvdA).

## Biografía
Mans estudió sociología en la Universidad Radboud de Nimega. En 1982, fue nombrado alcalde de Meerssen. Seis años después, en 1988 se convirtió en alcalde de Kerkrade.
Desde 1994 hasta 2005 fue alcalde de Enschede, donde se enfrentó a la catástrofe de fuegos artificiales de Enschede del 13 de mayo de 2000, que mató a 23 personas y dejó a cientos de personas sin hogar. Un informe de la comisión Oosting encontró que el gobierno de la ciudad no realizó inspecciones del sitio antes del accidente. Las acciones del alcalde durante el desastre encontraron apoyo general y permaneció en el cargo otros cinco años.
En mayo de 2005 dejó Enschede y se le solicitó ser alcalde interino de Venlo. En octubre de 2005 se convirtió en alcalde interino de Zaanstad hasta abril de 2006. Desde el 1 de diciembre de 2006 fue presidente de la Cámara de Comercio del Norte y Sur de Limburgo. El 14 de enero de 2010, se convirtió en alcalde interino de Maastricht, y el 1 de febrero de 2011 se convirtió en alcalde interino de Moerdijk, reemplazando a Wim Denie, quien se retiró temprano después de un incendio en Chemie-Pack. En 2012, Mans fue alcalde interino de Gouda sucediendo a Wim Cornelis, quien se retiró antes de tiempo.
En abril de 2013, lideró las conversaciones para formar una nueva coalición en el ayuntamiento de Meerssen, tras la caída de la coalición local.